# Jimmie Johnson
Jimmie Kenneth Johnson (* 17. September 1975 in El Cajon, Kalifornien) ist ein US-amerikanischer Automobil-Rennfahrer, der in der NASCAR Cup Series aktiv war, in welcher er sieben Titel gewann. Er fuhr den Chevrolet mit der Startnummer 48 für Hendrick Motorsports. Besitzer des Wagens ist Jeff Gordon.
Mit sieben Titeln ist er zusammen mit Richard Petty und Dale Earnhardt Rekordsieger der NASCAR Cup Series.

## Karriere

### Frühe Jahre
Jimmie Johnson begann seine Rennfahrerkarriere auf 50 cm³-Motorrädern im Alter von fünf Jahren, wo er erste Erfolge feierte. Im Alter von acht Jahren gewann er die Meisterschaft in der 60 cm³-Klasse, obwohl er einige Rennen vor Saisonende eine Knieverletzung erlitt. Vom Motorrad wechselte er in Rennwagen und trat in einigen Off-Road Ligen an, einschließlich der SODA Series, SCORE International und der Mickey Thompson Entertainment Group. Er sammelte über 25 Siege, 100 Top-3-Ergebnisse, sechs Meisterschaften und bekam die Auszeichnung Rookie des Jahres in allen drei Rennserien. Johnson fuhr für Herzog Motorsports 1996 und 1997 in der SODA-Serie. Außerdem war Johnson Live-Reporter für ESPN in der SODA-Serie.
1998 fuhr Johnson in der American Speed Association (ASA), in der er am Ende Vierter in der Gesamtwertung wurde und die „Rookie des Jahres“-Auszeichnung bekam. Zur gleichen Zeit begann Johnson, Rennen in der NASCAR Busch Series, der heutigen Nationwide Series, zu fahren. 1999 fuhr Johnson weiter in der ASA und der Busch Series, gewann zwei Rennen in der ASA und wurde am Ende der Saison Dritter. 2000 wurde Johnson fester Fahrer in der Busch Series im Team Herzog Motorsports, wurde Zehnter in der Gesamtwertung und kam auf Platz drei im Kampf um die Auszeichnung des Rookie of the Year. Er gewann sein einziges von 81 Nationwide Series-Rennen im Jahr 2001 beim Hills Brothers Coffee 300 auf dem Chicagoland Speedway.
Während der Saison 2001 konnte sein Team wegen fehlender Sponsoren ihm kein Wagen mehr zur Verfügung stellen, da der bisherige Sponsor Alltel zu Penske Racing gewechselt war, nachdem Roger Penskes Sohn Greg in den Aufsichtsrat von Alltel berufen wurde und sich für den Wechsel aussprach. Während der Fahrerbesprechung zum Busch-Rennen auf dem Michigan International Speedway fragte Johnson Jeff Gordon um Rat, der ebenfalls am Rennen teilnahm. Gordon blieb in Kontakt mit Johnson und ein paar Monate später bot Hendrick Motorsports einen Platz im Entwicklungsprogramm an, mit der Möglichkeit zum Aufstieg in den Nextel Cup zur Saison 2002.

### Cup Series
Während seiner Zeit im Cup wurde Johnson immer mindestens Fünfter in der Gesamtwertung, wurde zweimal Vize-Champion (2003, 2004) und gewann 2006 bis 2010 die NASCAR Cup Series. Seit seiner Rookie-Saison ist Johnson zweiter aller aktiven Fahrer an Siegen mit einem Durchschnitt von 4,5 Siegen pro Saison (hinter Jeff Gordon mit 5,6 Siegen) und zweiter in den durchschnittlichen Top-10-Platzierungen in einer Saison mit 21,25 (hinter Tony Stewart mit 21,28). Im Jahr 2006 wurde Johnson erst der zweite Fahrer, dem es gelang, das prestigeträchtige Daytona 500 und das Allstate 400 at the Brickyard in einer Saison zu gewinnen. Außerdem ist er der einzige Fahrer, dem es gelang, das legendäre Coca-Cola 600 dreimal in Folge zu gewinnen.
Ebenso hält er in der NASCAR den Rekord für fünf Meisterschaften in Folge (2006–2010).

#### Saison 2002
Johnson begann 2002 Rennen im Sprint Cup zu bestreiten, der zu dieser Zeit noch Winston Cup hieß. Bei seinem allerersten Daytona 500 erzielte er auf Anhieb die Pole-Position und belegte am Ende des Rennens den 15. Platz. Bis zum Ende der Saison gewann Johnson drei Rennen, das NAPA Auto Parts 500, das MBNA Platinum 400 sowie das MBNA All-American Heroes 400 und wurde der erste Rookie, der die Gesamtwertung zwischenzeitlich anführte. Seine erste volle Saison beendete er auf dem fünften Platz in der Meisterschaft. In der Wertung des Rookie of the Year musste er sich allerdings Ryan Newman geschlagen geben, trotz 21 Top-10-Ergebnissen.

#### Saison 2003
Im Jahr 2003 erzielte Johnson drei Siege, 14 Top-5- und 20 Top-10-Ergebnisse. Neben dem New England 300 und dem Sylvania 300 gewann er auch das prestigeträchtige Coca-Cola 600 auf dem Lowe’s Motor Speedway. Er beendete die Saison auf dem zweiten Gesamtrang hinter Champion Matt Kenseth. Neben den drei Punktrennen gewann Johnson auch das Winston.

#### Saison 2004
Im Jahr 2004 begann Johnson die Saison mit ein paar weniger guten Ergebnissen, doch schon beim fünften Rennen auf dem Darlington Raceway, dem Carolina Dodge Dealers 400, gewann er sein erstes Saisonrennen. Mit weiteren Siegen beim Coca-Cola 600, Pocono 500 und Pennsylvania 500 sicherte er sich die Qualifikation für den Chase for the Nextel Cup. Doch nach zwei schlechten Ergebnissen im Chase beim EA Sports 500 in Talladega und beim Banquet 400 in Kansas hatte er die Meisterschaft schon abgeschrieben. Nachdem er mit dem UAW-GM Quality 500, dem Subway 500 und dem Bass Pro Shops/MBNA 500 drei Rennen in Folge gewann und noch ein paar gute Ergebnisse einfuhr, war er vor dem letzten Saisonrennen wieder bis auf 18 Punkte an Kurt Busch herangekommen. Allerdings blieb Busch in Führung und wurde mit acht Punkten Vorsprung Champion vor Johnson.

#### Saison 2005
Im Jahr 2005 blieb Jimmie Johnson das ganze Jahr über in den Top 5 der Gesamtwertung und gewann das UAW-DaimlerChrysler 400 in Las Vegas, das Coca-Cola 600 auf dem Lowe’s Motor Speedway, das MBNA NASCAR RacePoints 400 in Dover International Speedway und mit dem UAW-GM Quality 500 das zweite Saisonrennen auf dem Lowe’s Motor Speedway. Zusammen mit den Siegen der Saison 2004 gewann Johnson vier Rennen in Folge auf dem Lowe’s Motor Speedway. Beim Saisonfinale auf dem Homestead-Miami Speedway hatte Johnson die Chance auf den Meistertitel, doch ein Unfall durch einen Reifenschaden beendete seine Meisterschaftsambitionen. Tony Stewart, Greg Biffle, Carl Edwards und Mark Martin waren in der Meisterschaft am Schluss vor Johnson, welcher Fünfter wurde.

#### Saison 2006
In der Saison 2006 gewann Johnson sein allererstes Daytona 500, obwohl sein eigentlicher Crew Chief Chad Knaus während einer Regelverletzung im Qualifying von NASCAR zeitweilig suspendiert wurde. Im Auto Club 500 auf dem California Speedway wurde er Zweiter hinter Matt Kenseth und schlug ihn im darauffolgenden UAW-DaimlerChrysler 400 auf dem Las Vegas Motor Speedway mit einer halben Wagenlänge Vorsprung. Mit seinem Sieg im Aaron’s 499 auf dem Talladega Superspeedway vor Teamkollege Brian Vickers vollendete Johnson seinen Karriere-Grand-Slam, das heißt jeweils mindestens einen Sieg in einem der als die vier Kronjuwelen der Serie bezeichneten Rennen. Nach dem Sieg in der Nextel All-Star Challenge und dem damit verbundenen Preisgeld in Höhe von einer Million US-Dollar wurde er eine Woche später beim Coca-Cola 600 Zweiter. Im weiteren Verlauf der Saison gewann Johnson das Allstate 400 at the Brickyard, nachdem er zwischenzeitlich wegen eines Reifenschadens im Rennen bis auf Platz 38 zurückgefallen war. Trotz eines schlechten Starts in den Chase for the Nextel Cup mit einem 39. Platz beim Sylvania 300 auf dem New Hampshire International Speedway sicherte sich Johnson mit einem Sieg beim Subway 500 auf dem Martinsville Speedway und vier zweiten Plätzen seine erste Meisterschaft mit 56 Punkten Vorsprung vor Matt Kenseth.

#### Saison 2007

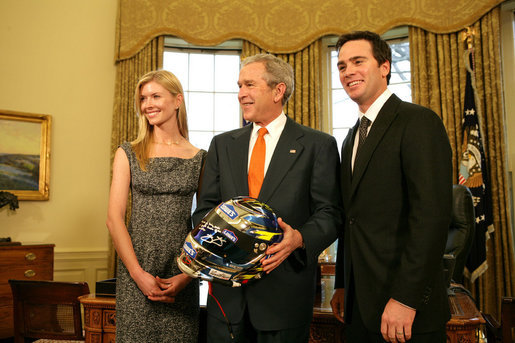
Johnson als Titelverteidiger, wie es die Tradition verlangt, mit seiner Frau zu Gast bei George W. Bush

Der Start in die Saison 2007 verlief alles andere als erfreulich für Johnson. Nach einem Unfall beim Daytona 500 musste er das Rennen aufgeben und wurde als 39. gewertet. Im nächsten Rennen, dem Auto Club 500 auf dem California Speedway, meldete sich Johnson mit einem dritten Platz zurück, bevor er mit dem UAW-DaimlerChrysler 400, dem Atlanta 500 und dem Goody’s Cool Orange 500 gleich drei Rennen in vier Wochen gewann. Nach weiteren guten Ergebnissen mit dem Sieg beim Crown Royal Presents The Jim Stewart 400 auf dem Richmond International Raceway folgte in der Mitte der Saison ein Durchhänger mit drei Ergebnissen außerhalb der Top 35. Mit Siegen beim Sharp AQUOS 500 auf dem California Speedway und dem Chevy Rock and Roll 400 auf dem Richmond International Raceway sicherte sich Johnson den Einzug in den Chase for the Nextel Cup, in den er aufgrund seiner insgesamt sechs Saisonsiegen als Führender in der Meisterschaft vor Jeff Gordon startete, der die reguläre Saison über die Meisterschaftstabelle dominiert hatte.
Mit dem Sieg beim Subway 500 auf dem Martinsville Speedway gewann Johnson das siebte Rennen der Saison und mit einem weiteren Sieg beim Pep Boys Auto 500 auf dem Atlanta Motor Speedway kam er bis auf neun Punkte auf Gordon heran, der bis dato wieder die Führung in der Meisterschaft übernommen hatte. Sein Preisgeld des letztgenannten Rennens stiftete er den Opfern der Waldbrände in San Diego. Johnson setzte seine Siegesserie fort und gewann mit dem Dickies 500 auf dem Texas Motor Speedway und dem Checker Auto Parts 500 auf dem Phoenix International Raceway zwei weitere Rennen. Er war damit der erste Fahrer, der seit Jeff Gordon in der Saison 1998 vier Rennen in Folge gewinnen konnte. Mit einem siebten Platz beim Ford 400 auf dem Homestead-Miami Speedway sicherte sich Johnson mit 77 Punkten Vorsprung vor Jeff Gordon seine zweite Meisterschaft in Folge.

#### Saison 2008

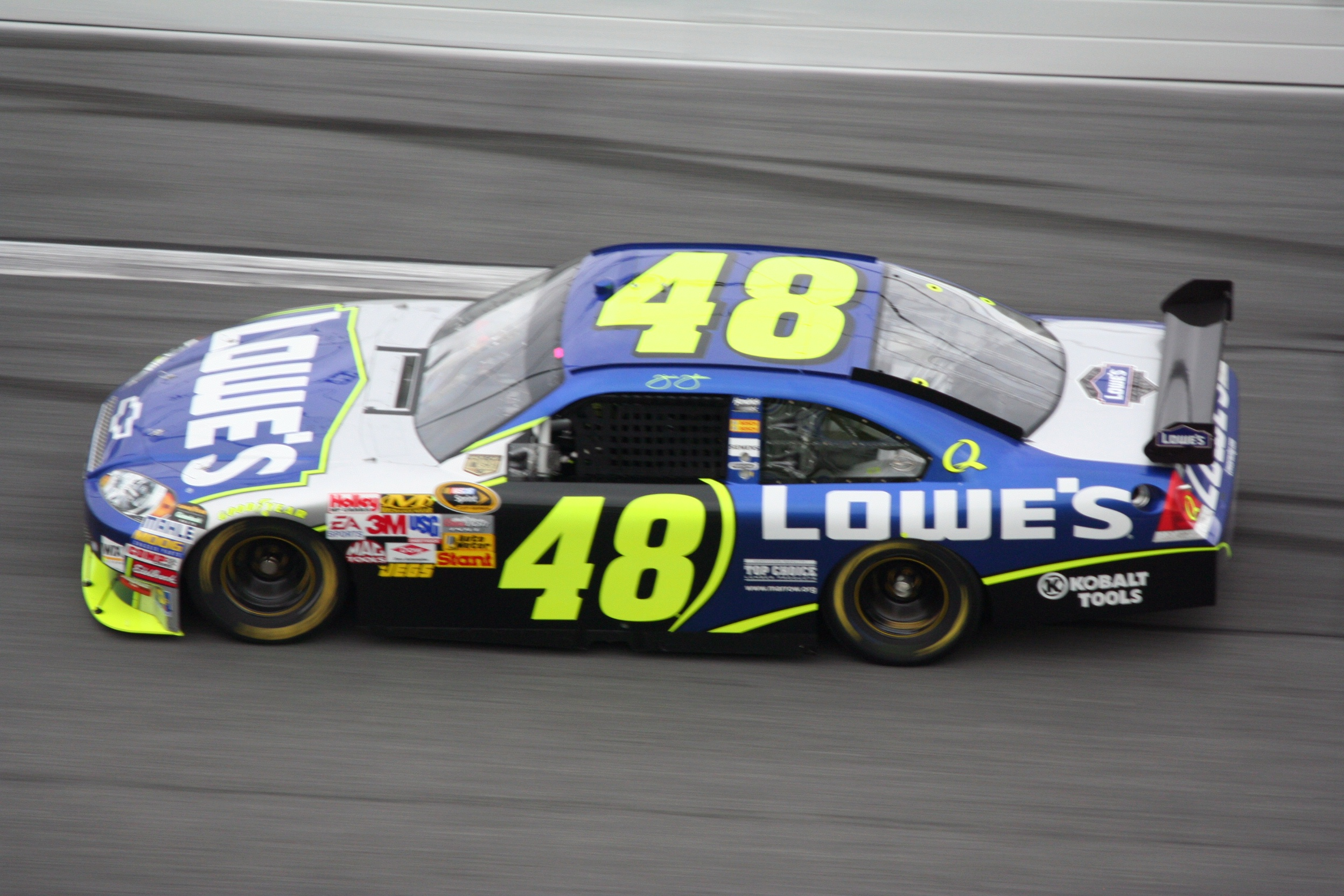
Johnsons Rennwagen der Saison 2008

In der Saison 2008 sicherte sich Johnson die Pole-Position beim Gatorade Duel 1, dem Daytona 500, dem Auto Club 500, sowie dem Food City 500. Seinen ersten Sieg fuhr er beim Subway Fresh Fit 500 auf dem Phoenix International Raceway ein. Es folgten einige durchwachsene Rennen mit Platzierungen außerhalb der Top 30 im Crown Royal Presents The Dan Lowry 400 in Richmond und im Coca-Cola 600 in Charlotte und vier weiteren Platzierungen innerhalb der Top 10 bis zur Halbzeit der Saison. In die zweite Saisonhälfte startete Johnson mit einem zweiten Platz beim LifeLock.com 400 in Chicago sowie einem Sieg beim Allstate 400 at the Brickyard in Indianapolis. Nach zwei weiteren Top-10-Platzierungen sowie zwei Ergebnissen außerhalb der Top 15, darunter ein 33. Platz beim Sharpie 500 in Bristol, holte sich Johnson seinen dritten Saisonsieg beim Pepsi 500 in Fontana und siegte ebenfalls eine Woche später beim Chevy Rock and Roll 400 in Richmond.
Johnson startete anschließend als Dritter in der Meisterschaftswertung in den Chase for the Sprint Cup und erzielte einen zweiten und einen fünften Platz in den ersten beiden Chase-Rennen, gefolgt von einem Sieg beim Camping World RV 400 in Kansas. Weitere Siege folgten beim TUMS QuikPak 500 auf dem Martinsville Speedway sowie dem Checker O’Reilly Auto Parts 500 in Phoenix. Dazwischen fuhr Johnson dreimal in die Top 10 und kam einmal auf Platz 15 ins Ziel. Im letzten Rennen reichte ihm ein 15. Platz, um sich den Meistertitel mit 69 Punkten Vorsprung vor Carl Edwards zu sichern. Es war sein dritter Titel in Folge und Johnson ist damit 30 Jahre nach Cale Yarborough erst der zweite Fahrer, dem dieses gelang.

#### Saison 2009
In der Saison 2009 zeigte Johnson ähnlich starke Leistungen wie in den Vorjahren. Souverän meisterte er die Qualifikation zum Chase for the Sprint Cup. Während des Chase erzielte Johnson vier Siege, so dass er am Jahresende erneut die Meisterschaft gewann. Johnson ist damit der erste Fahrer in der Geschichte des Sprint Cup, der in vier aufeinanderfolgenden Jahren den Titel gewinnen konnte. Ende des Jahres wurde er mit der Sportler des Jahres-Auszeichnung von Associated Press geehrt.

#### Saison 2010
Die Saison 2010 begann für Johnson mit drei Siegen in den ersten fünf Rennen zunächst gut. Im weiteren Saisonverlauf war Johnson jedoch in einige Unfälle verwickelt, die teils das Resultat unüblicher Fehler Johnsons waren.
Jimmie Johnson konnte sich am 21. November 2010 durch einen zweiten Platz beim letzten Rennen der Saison, dem Ford 400, als erster Fahrer in der NASCAR-Geschichte die fünfte aufeinanderfolgende Meisterschaft im Sprint Cup sichern. Es war zudem das erste Mal, seitdem es den Chase for the Sprint Cup gibt, dass ein Fahrer die Meisterschaft gewann, der nicht als Punkteführer in das letzte Rennen gestartet war.

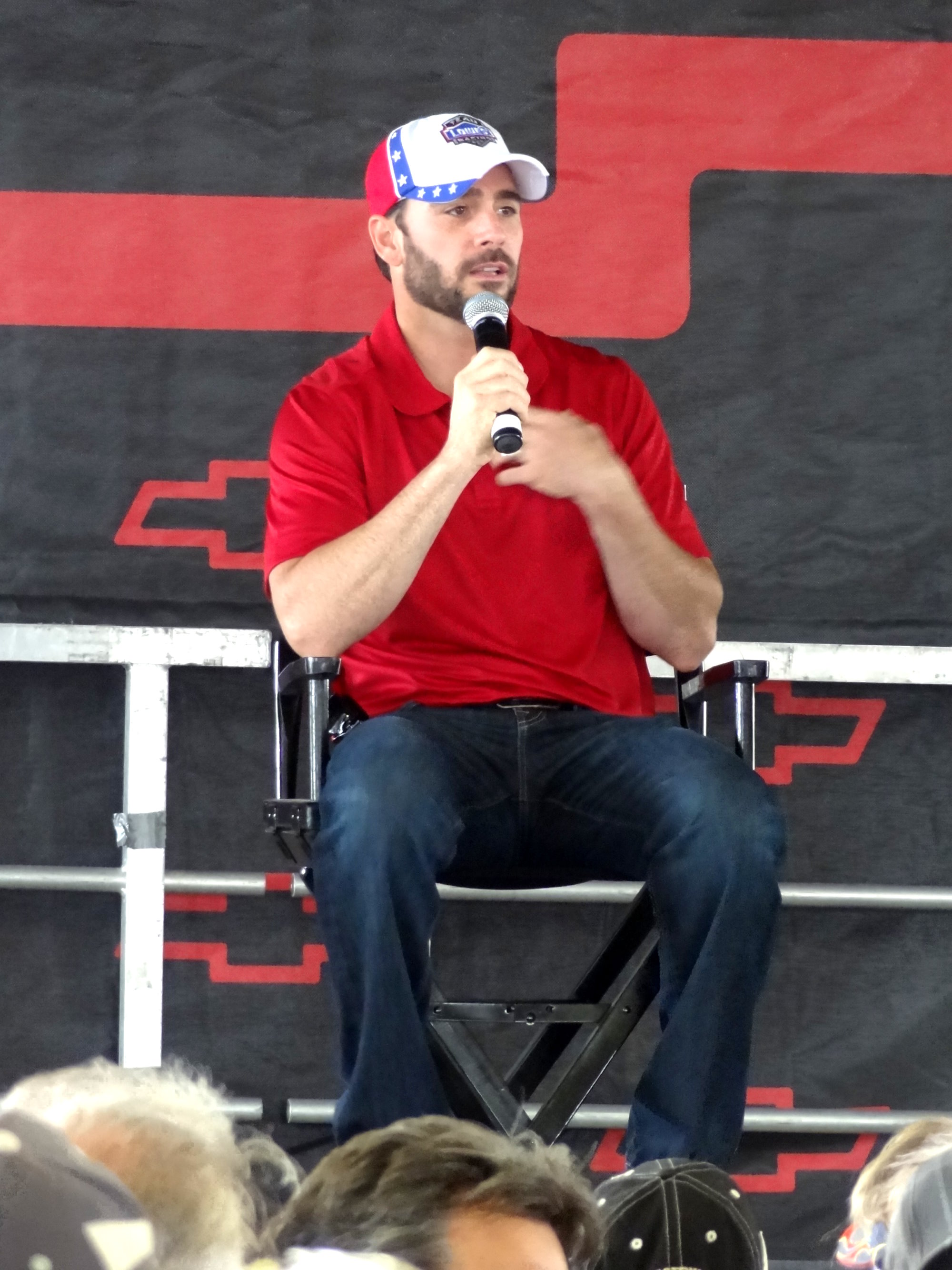
Johnson vor dem Richmond-Rennen im September 2011

#### Saison 2011
Im Budweiser Shootout des Jahres 2011 konnte Johnson bereits wieder überzeugen, indem er von 23. Position aus startete und den vierten Platz erreichen konnte. Beim Daytona 500 wurde er allerdings nach einem Unfall auf den ernüchternden 27. Platz verwiesen. Seinen ersten Sieg erzielte er beim Subway Fresh Fit 500 auf dem Talladega Superspeedway, bei dem er Clint Bowyer um nur 0.002 Sekunden zu schlagen vermochte und den Rekord für das knappeste Finish der Serie erneuerte. Während des Coca-Cola 600 verlor er den Sieg nur wegen eines Motorschadens. Nach dem Toyota/Save Mart 350 (Sonoma, 16. Rennen) befand sich Johnson auf dem dritten Platz der Fahrerwertung.
Die nächsten 10 Rennen bis zum Chase for the Sprint Cup liefen für den 5-fachen Champion zwar gut, er konnte aber keine Bonuspunkte für die Chasewertung einfahren. So befand sich Johnson zum Chaseauftakt in Chicago auf dem 6. Platz der Fahrerwertung, obwohl er in der Wertung vor dem Play-off-System lange Zeit als Führender in den Tabellen verzeichnet war.
Beim Hollywood Casino 400 konnte er endlich den zweiten Sieg dieser Saison feiern. Doch hierauf sollten ihm die Titelchancen entgleiten. Nur während des Tums Fast Relief 500 auf dem Martinsville Speedway konnte er überzeugen, wurde aber kurz vor Schluss vom späteren Champion Tony Stewart außen überholt, was auf diesem Short-Track eine Sensation darstellte, und beendete den Lauf schließlich als Zweiter. Johnson beendete die Saison auf dem sechsten Gesamtrang.

#### Saison 2012
In der Saison 2012 konnte Johnson fünf Rennen in Darlington, Dover, Indianapolis, Martinsville und Fort Worth gewinnen. Auch konnte er zum dritten Mal das All-Star Race gewinnen und zog damit mit Jeff Gordon und Dale Earnhardt gleich. Er hatte bis zum letzten Rennen der Saison Titelchancen, durch eine Strafe und einen Getriebeschaden im letzten Rennen der Saison landete er jedoch nur auf dem dritten Gesamtrang.

#### Saison 2013
Die Saison 2013 begann stark für Jimmie Johnson, als er am 24. Februar 2013 die 55. Ausgabe des legendären Daytona 500s gewann. Daraufhin folgten drei weitere Erfolge auf dem traditionsreichen Martinsville Speedway, auf dem Pocono Raceway und auf dem Charlotte Motor Speedway, wo Johnson zum vierten Mal das Allstar Race gewann und somit der Fahrer mit den meisten Siegen in diesem Rennen ist. Martinsville und Charlotte gehören zu Johnsons Spezialstrecken. Am 6. Juli gewann er mit 94 von 160 Führungsrunden auch das Sommerrennen in Daytona Beach, das „Coke Zero 400“. Somit hat Johnson beide Rennen in Daytona gewonnen. Dieser „Sweep“ gelang zuletzt Bobby Allison im Jahr 1982. Seit seinem Martinsville-Erfolg im April führte Johnson konstant bis zum Chase die Punktetabelle an. Im Chase konnte er seinen Hendrick-Chevrolet mit der Startnummer 48 weitere zwei Male in der Victory Lane abstellen (Dover und Texas) und baute somit einen komfortablen 28 Punkte-Vorsprung auf Matt Kenseth auf. In Homestead Miami, dem letzten Rennen der Saison, reichte Johnson Platz 9 um sich seinen sechsten NASCAR Sprint Cup Series Titel zu sichern.

#### Saison 2014
2014 war statistisch gesehen Johnsons schwächste Saison, seine Durchschnittsplatzierung betrug 15,3. Sein bis dahin schlechtester Wert war 13,5 aus seiner Rookie-Saison 2002. Trotzdem konnte er in dieser Saison vier Siege einfahren. Er beendete die Saison auf dem elften Platz, das erste Mal, dass Johnson nicht unter den ersten sechs Fahrern der Gesamtwertung landete.

#### Saison 2015
Jimmie Johnson schafft es trotz bis dahin 4 Saisonsiegen nicht weiter als in die Challenger-Round des Chase. Nachdem er bereits aus dem Chase ausgeschieden war, konnte er noch in Texas gewinnen, damit gewann er das Herbst-Rennen auf dem Texas Motor Speedway bereits zum vierten Mal in Folge.

#### Saison 2016

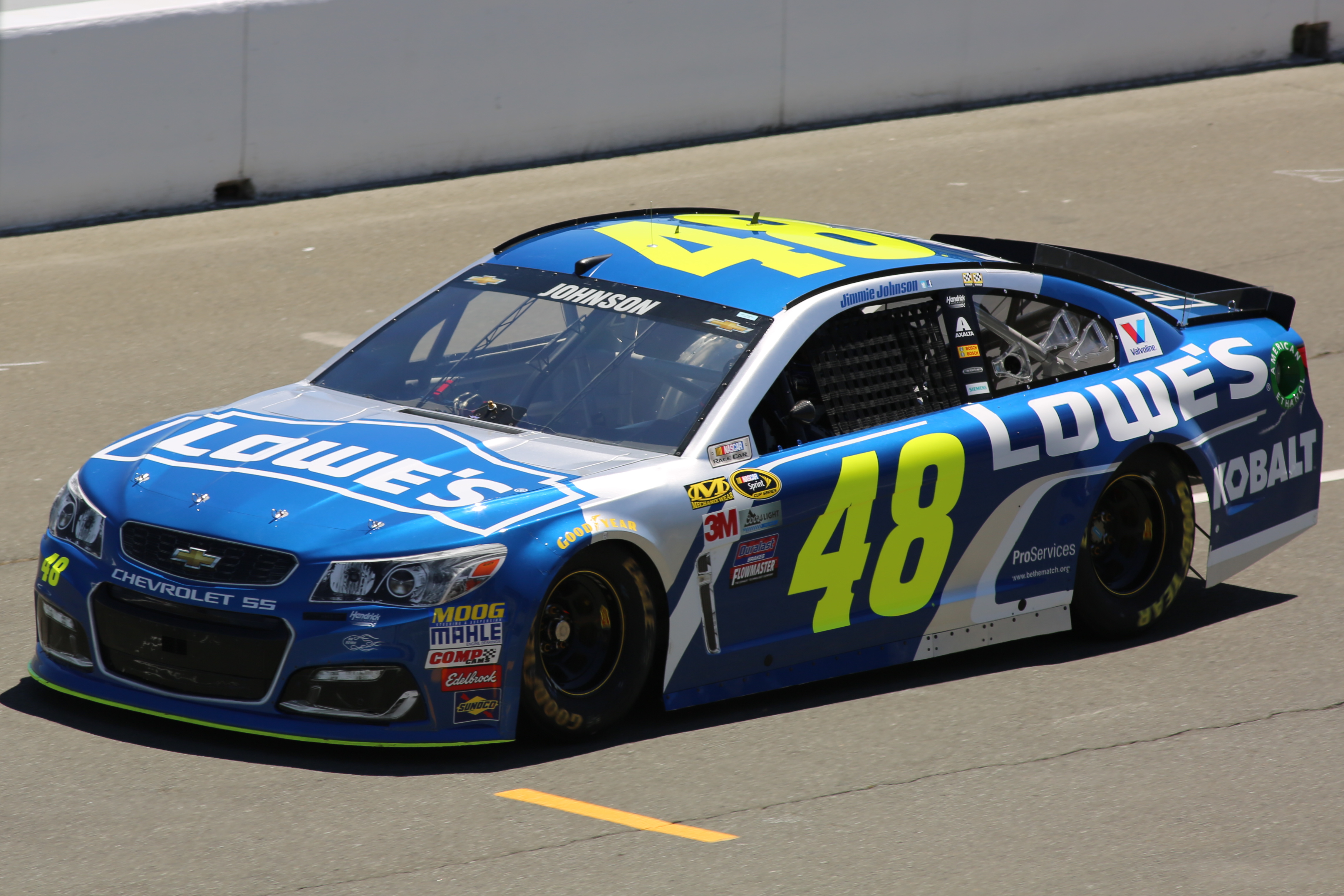
Johnson in Sonoma

In der Saison 2016 konnte Johnson sich mit bis dahin zwei gewonnenen Rennen für den Chase qualifizieren. In der ersten Runde des Chases konnte er in zwei Rennen die meisten Führungsrunden sammeln, konnte den Sieg aber aufgrund von Strafen wegen überhöhter Geschwindigkeit in der Boxengasse nicht über die Ziellinie bringen. Trotzdem erreichte er die nächste Runde, in der er das Rennen in Charlotte gewann. Er erreichte somit das erste Mal die Runde der Besten 8, nachdem das neue Chase-System 2014 eingeführt wurde. In dieser Runde konnte er wieder das erste Rennen gewinnen, diesmal in Martinsville. Damit war er einer der vier Fahrer, die in Homestead den Titel gewinnen konnten. Er gewann das finale Rennen, unter anderem, da der vor ihm liegende Carl Edwards einen Unfall hatte und aufgeben musste. Mit dem Sieg sicherte er sich seinen siebten Titel und zog damit mit Richard Petty und Dale Earnhardt gleich.

### IndyCar Series
Im Juli 2020 absolvierte er einen ersten Test in einem IndyCar. Er fuhr einen Wagen von Chip Ganassi Racing auf dem Infieldkurs des Indianapolis Motor Speedway. Mit anwesend war auch Scott Dixon. Ein IndyCar zu fahren war für ihn die Erfüllung eines Kindheitstraums. Im September gab er seine Pläne bekannt 2021 und 2022 die Rundkurs- und Stadtkursrennen zu fahren. Einen Start auf Ovalen schloss er wegen Sicherheitsbedenken erst einmal aus. Im Alter von 45 Jahren gab er schließlich sein Debüt in der Serie. In den Rennen fuhr er die meiste Zeit am hinteren Ende des Feldes. Seine besten Platzierungen waren zwei 17. Plätze in den letzten beiden Rennen. Ende August absolvierte er einen ersten Test auf dem Oval in Fort Worth. Ein weiterer Ovaltest folgte im Oktober auf dem Indianapolis Motor Speedway.

### Andere Rennserien
Johnson nahm im Jahr 2007 an zwei Rennen der Grand-Am-Sportwagenserie teil, dem 24-Stunden-Rennen von Daytona und dem Porsche Brumos 250, die beide auf dem Daytona International Speedway ausgetragen wurden. Teamkollegen waren Jim Mathews und Marc Goossens.
Weiterhin startete Johnson in einigen Offroad-Veranstaltungen, so beispielsweise beim Race of Champions in den Jahren 2002 und 2004 für das Team der USA. Im Jahr 2006 sollte er erneut an der Seite von Travis Pastrana starten, konnte aber aufgrund einer Verletzung nicht antreten und stand als Berater zur Seite.

## Jimmie Johnson Foundation
Im Februar 2006 gründete Johnson die nach ihm benannten Jimmie Johnson Foundation. Sie unterstützt Kinder, Familien und Vereine in Not überall in den Vereinigten Staaten. Insbesondere versucht sie den Kindern ihre Träume und Wünsche zu erfüllen.
Die Jimmie Johnson Foundation unterstützt karitative Organisationen, die die Mission der Foundation vorantreiben. Zu den unterstützten Projekten zählen und zählten die Erfüllung von Kinderwünschen durch die Make-A-Wish-Foundation, die Unterstützung des Amerikanischen Roten Kreuzes oder auch die Errichtung einer Bowlingbahn für Kinder mit chronischen und lebensbedrohlichen Krankheiten im Victory Junction Gang Camp.

## Statistik

### Einzelergebnisse in der IndyCar Series
| Jahr | Team                | 1   | 2   | 3   | 4   | 5   | 6     | 7   | 8   | 9   | 10  | 11   | 12   | 13  | 14  | 15  | 16  | 17  | Punkte | Rang |
| ---- | ------------------- | --- | --- | --- | --- | --- | ----- | --- | --- | --- | --- | ---- | ---- | --- | --- | --- | --- | --- | ------ | ---- |
| 2021 | Chip Ganassi Racing | ALA | STP | TXS | TXS | IMS | INDY  | DET | DET | ROA | MDO | NSH  | IMS  | STL | POR | LAG | LBH |     | 108    | 26.  |
| 2021 | Chip Ganassi Racing | 19  | 22  |     |     | 24  |       | 24  | 21  | 22  | 22  | 26   | 19   |     | 20  | 17  | 17  |     | 108    | 26.  |
| 2022 | Chip Ganassi Racing | STP | TXS | LBH | ALA | IMS | INDY  | DET | ROA | MDO | TOR | IOW1 | IOW2 | IMS | NSH | GAT | POR | LAG | 214    | 21.  |
| 2022 | Chip Ganassi Racing | 23  | 6   | 20  | 24  | 22  | 2812° | 22  | 24  | 16  | 21  | 11°  | 5    | 22  | 18  | 14  | 24  | 16  | 214    | 21.  |

(Legende)

### Le-Mans-Ergebnisse
| Jahr | Team                 | Fahrzeug             | Teamkollege   | Teamkollege       | Platzierung | Ausfallgrund |
| ---- | -------------------- | -------------------- | ------------- | ----------------- | ----------- | ------------ |
| 2023 | Hendrick Motorsports | Chevrolet Camaro ZL1 | Jenson Button | Mike Rockenfeller | Rang 39     |              |

### Sebring-Ergebnisse
| Jahr | Team                 | Fahrzeug         | Teamkollege    | Teamkollege     | Platzierung     | Ausfallgrund |
| ---- | -------------------- | ---------------- | -------------- | --------------- | --------------- | ------------ |
| 2021 | Ally Cadillac Racing | Cadillac DPi V.R | Simon Pagenaud | Kamui Kobayashi | disqualifiziert |              |

### Einzelergebnisse in der FIA-Langstrecken-Weltmeisterschaft
| Saison | Team                 | Rennwagen            | 1   | 2   | 3   | 4   | 5   | 6   | 7   |
| ------ | -------------------- | -------------------- | --- | --- | --- | --- | --- | --- | --- |
| 2023   | Hendrick Motorsports | Chevrolet Camaro ZL1 | SEB | POR | SPA | LEM | MON | FUJ | BAH |
| 2023   | Hendrick Motorsports | Chevrolet Camaro ZL1 | 39  |     |     |     |     |     |     |